# 新潟県道103号矢代田停車場線
新潟県道103号矢代田停車場線（にいがたけんどう103ごう やしろだていしゃじょうせん）は、新潟県新潟市秋葉区内の一般県道である。

## 概要
JR信越本線・矢代田駅の駅前通り。新潟市矢代田地区の中心部にあたる。

### 路線データ
- 起点：新潟市秋葉区矢代田字三沢沖（＝矢代田駅）
- 終点：新潟市秋葉区矢代田（矢代田駅前交差点＝新潟県道41号白根安田線交点）

## 路線状況

### 通称
- 矢代田駅前通り

## 地理

### 通過する自治体
- 新潟県
新潟市（秋葉区）

### 交差する道路
- 新潟県道41号白根安田線（矢代田駅前交差点）